# Tiro nos Jogos Olímpicos de Verão de 2016 - Carabina três posições masculino
A prova da carabina em três posições a 50 m masculino do tiro nos Jogos Olímpicos de Verão de 2016 decorreu a 14 de agosto no Centro Nacional de Tiro.

## Formato da competição
A competição consistiu de uma qualificação com um total de 120 tiros em 2h45, da qual os oito primeiros apuraram-se para a final. Aqui fizeram 15 disparos em cada uma das posições (ajoelhado, deitado e em pé), dentro de um determinado período de tempo. Os dois menos bem classificados são eliminados a cada 10 tiros em pé, e assim por diante até restarem só os cinco melhores. Estes disparam cinco tiros em pé, um a cada 50 segundos, sendo eliminado o último classificado a cada tiro. Sobram os dois últimos, que disparam um último tiro para disputar a medalha de ouro.

## Medalhistas
Niccolò Campriani, da Itália, superou o russo Sergey Kamenskiy, sendo o bronze conquistado pelo francês Alexis Raynaud.
| Ouro   | ITA Niccolò Campriani |
| Prata  | RUS Sergey Kamenskiy  |
| Bronze | FRA Alexis Raynaud    |

## Recordes
Antes do evento, estes eram os recordes olímpicos e mundiais:
| Qualificação     | Qualificação                                   | Qualificação                                   | Qualificação                                   | Qualificação                                   | Qualificação |
| Tipo             | Atirador                                       | Pontos                                         | Local                                          | Data                                           |              |
| ---------------- | ---------------------------------------------- | ---------------------------------------------- | ---------------------------------------------- | ---------------------------------------------- | ------------ |
| Recorde mundial  | Nazar Louginets                                | 1186                                           | Munique                                        | 12 de junho de 2014                            |              |
| Recorde olímpico | As regras mudaram desde as últimas Olimpíadas. | As regras mudaram desde as últimas Olimpíadas. | As regras mudaram desde as últimas Olimpíadas. | As regras mudaram desde as últimas Olimpíadas. |              |

| Final            | Final                                          | Final                                          | Final                                          | Final                                          | Final |
| Tipo             | Atirador                                       | Pontos                                         | Local                                          | Data                                           |       |
| ---------------- | ---------------------------------------------- | ---------------------------------------------- | ---------------------------------------------- | ---------------------------------------------- | ----- |
| Recorde mundial  | Matthew Emmons                                 | 464.1                                          | Munique                                        | 25 de maio de 2016                             |       |
| Recorde olímpico | As regras mudaram desde as últimas Olimpíadas. | As regras mudaram desde as últimas Olimpíadas. | As regras mudaram desde as últimas Olimpíadas. | As regras mudaram desde as últimas Olimpíadas. |       |

Os seguintes recordes foram estabelecidos durante a competição:
| Data         | Fase         | Atirador          | País       | Pontos | Recorde          |
| ------------ | ------------ | ----------------- | ---------- | ------ | ---------------- |
| 14 de agosto | Qualificação | Sergey Kamenskiy  | RUS Rússia | 1184   | Recorde olímpico |
| 14 de agosto | Final        | Niccolò Campriani | ITA Itália | 458.8  | Recorde olímpico |

## Resultados

### Qualificação
Estes foram os resultados da ronda de qualificação:
| Pos. | Atirador             | País                | Deitado | Em pé | Ajoelhado | Total    | Notas |
| ---- | -------------------- | ------------------- | ------- | ----- | --------- | -------- | ----- |
| 1    | Sergey Kamenskiy     | RUS Rússia          | 397     | 397   | 390       | 1184-67x | Q,    |
| 2    | Daniel Brodmeier     | GER Alemanha        | 392     | 397   | 388       | 1177-57x | Q     |
| 3    | Ole-Kristian Bryhn   | NOR Noruega         | 394     | 396   | 387       | 1177-56x | Q     |
| 4    | Zhu Qinan            | CHN China           | 389     | 396   | 391       | 1176-65x | Q     |
| 5    | Alexis Raynaud       | FRA França          | 392     | 396   | 388       | 1176-63x | Q     |
| 6    | Fedor Vlasov         | RUS Rússia          | 394     | 398   | 384       | 1176-58x | Q     |
| 7    | Andre Link           | GER Alemanha        | 392     | 397   | 385       | 1174-62x | Q     |
| 8    | Niccolò Campriani    | ITA Itália          | 393     | 397   | 384       | 1174-62x | Q     |
| 9    | Petar Gorša          | CRO Croácia         | 389     | 397   | 388       | 1174-55x |       |
| 10   | Oleh Tsarkov         | UKR Ucrânia         | 390     | 397   | 386       | 1173-61x |       |
| 11   | Milenko Sebić        | SRB Sérvia          | 395     | 398   | 379       | 1172-64x |       |
| 12   | István Péni          | HUN Hungria         | 388     | 396   | 388       | 1172-49x |       |
| 13   | Odd Arne Brekne      | NOR Noruega         | 392     | 396   | 383       | 1171-61x |       |
| 14   | Serhiy Kulish        | UKR Ucrânia         | 392     | 397   | 382       | 1171-54x |       |
| 15   | Hui Zicheng          | CHN China           | 389     | 394   | 388       | 1171-54x |       |
| 16   | Kim Jong-hyun        | KOR Coreia do Sul   | 394     | 397   | 379       | 1170-61x |       |
| 17   | Alexander Schmirl    | AUT Áustria         | 386     | 396   | 388       | 1170-60x |       |
| 18   | Yury Shcherbatsevich | BLR Bielorrússia    | 396     | 396   | 378       | 1170-57x |       |
| 19   | Matthew Emmons       | USA Estados Unidos  | 391     | 400   | 378       | 1169-59x |       |
| 20   | Dane Sampson         | AUS Austrália       | 388     | 396   | 385       | 1169-58x |       |
| 21   | Filip Nepejchal      | CZE República Checa | 388     | 394   | 387       | 1169-54x |       |
| 22   | Toshikazu Yamashita  | JPN Japão           | 393     | 396   | 380       | 1169-53x |       |
| 23   | Chain Singh          | IND Índia           | 391     | 398   | 380       | 1169-52x |       |
| 24   | Valérian Sauveplane  | FRA França          | 385     | 393   | 390       | 1168-63x |       |
| 25   | Stevan Pletikosić    | SRB Sérvia          | 389     | 398   | 381       | 1168-63x |       |
| 26   | Pouria Norouzian     | IRI Irã             | 394     | 391   | 383       | 1168-59x |       |
| 27   | Marco De Nicolo      | ITA Itália          | 395     | 396   | 377       | 1168-59x |       |
| 28   | Daniel Lowe          | USA Estados Unidos  | 392     | 394   | 382       | 1168-52x |       |
| 29   | Yuriy Yurkov         | KAZ Cazaquistão     | 390     | 390   | 387       | 1167-54x |       |
| 30   | Jan Lochbihler       | SUI Suíça           | 390     | 398   | 378       | 1166-71x |       |
| 31   | Illia Charheika      | BLR Bielorrússia    | 387     | 392   | 387       | 1166-50x |       |
| 32   | Kim Hyeon-jun        | KOR Coreia do Sul   | 388     | 390   | 387       | 1165-53x |       |
| 33   | Gagan Narang         | IND Índia           | 383     | 395   | 384       | 1162-50x |       |
| 34   | Péter Sidi           | HUN Hungria         | 386     | 390   | 386       | 1162-46x |       |
| 35   | Anton Rizov          | BUL Bulgária        | 388     | 393   | 380       | 1161-55x |       |
| 36   | Gernot Rumpler       | AUT Áustria         | 385     | 394   | 382       | 1161-48x |       |
| 37   | Napis Tortungpanich  | THA Tailândia       | 392     | 394   | 373       | 1159-55x |       |
| 38   | Reinier Estpinan     | CUB Cuba            | 384     | 396   | 377       | 1157-48x |       |
| 39   | William Godward      | AUS Austrália       | 384     | 392   | 380       | 1156-41x |       |
| 40   | Julio Iemma          | VEN Venezuela       | 380     | 397   | 378       | 1155-51x |       |
| 41   | Hamada Talat         | EGY Egito           | 384     | 389   | 378       | 1151-56x |       |
| 42   | Alexander Molerio    | CUB Cuba            | 388     | 384   | 374       | 1146-40x |       |
| 43   | Hamed Said Al-Khatri | OMA Omã             | 374     | 397   | 367       | 1138-40x |       |
| 44   | Cassio Rippel        | BRA Brasil          | 387     | 395   | 347       | 1129-45x |       |

### Final
Estes foram os resultados da fase final:
| Pos.              | Atirador               | 1-5  | 6-10 | 11-15 | 16-20 | 21-25 | 26-30 | 31-35 | 36-40 | 41   | 42   | 43   | 44   | 45  | Final | Notas            |
| ----------------- | ---------------------- | ---- | ---- | ----- | ----- | ----- | ----- | ----- | ----- | ---- | ---- | ---- | ---- | --- | ----- | ---------------- |
| Medalha de ouro   | ITA Niccolò Campriani  | 51.4 | 51.2 | 52.5  | 52.0  | 51.8  | 51.1  | 50.2  | 50.8  | 10.3 | 8.7  | 10.5 | 9.1  | 9.2 | 458.8 | Recorde olímpico |
| Medalha de prata  | RUS Sergey Kamenskiy   | 51.7 | 50.8 | 51.1  | 52.9  | 51.6  | 51.9  | 51.3  | 50.0  | 9.2  | 9.7  | 10.4 | 9.6  | 8.3 | 458.5 |                  |
| Medalha de bronze | FRA Alexis Raynaud     | 50.6 | 52.3 | 50.9  | 51.2  | 51.0  | 52.8  | 49.8  | 48.6  | 10.1 | 10.9 | 10.0 | 10.2 | —   | 448.4 |                  |
| 4                 | GER Daniel Brodmeier   | 49.2 | 50.0 | 51.2  | 52.5  | 52.0  | 52.5  | 50.0  | 49.6  | 9.5  | 9.6  | 9.5  | —    | —   | 435.6 |                  |
| 5                 | GER Andre Link         | 51.0 | 50.7 | 49.8  | 52.4  | 52.6  | 52.1  | 51.0  | 45.6  | 10.0 | 9.4  | —    | —    | —   | 424.6 |                  |
| 6                 | CHN Zhu Qinan          | 50.5 | 49.3 | 50.2  | 51.2  | 51.8  | 52.3  | 50.8  | 48.9  | 9.8  | —    | —    | —    | —   | 414.8 |                  |
| 7                 | RUS Fedor Vlasov       | 51.5 | 50.9 | 51.8  | 51.9  | 51.4  | 52.1  | 44.8  | 48.7  | —    | —    | —    | —    | —   | 403.1 |                  |
| 8                 | NOR Ole Kristian Bryhn | 49.0 | 51.4 | 50.3  | 51.7  | 51.5  | 51.9  | 46.9  | 47.7  | —    | —    | —    | —    | —   | 400.4 |                  |

Legenda
| Recorde mundial      | Recorde mundial (World record)               |                       | Recorde africano                      | Recorde africano (African) |                                           | Q | Classificado por posição (Qualified) |
| Recorde olímpico     | Recorde olímpico (Olympic record)            | Recorde da América    | Recorde da América (Americas)         | q                          | Classificado por melhor tempo (Qualified) |   |                                      |
| Melhor marca do ano  | Melhor marca do ano (World leading)          | Recorde asiático      | Recorde asiático (Asian)              | DNS                        | Não largou (Did not start)                |   |                                      |
| Recorde nacional     | Recorde nacional (National record)           | Recorde europeu       | Recorde europeu (European)            | DNF                        | Não terminou (Did not finish)             |   |                                      |
| Recorde pessoal      | Recorde pessoal do atleta (Personal best)    | Recorde da Oceania    | Recorde da Oceania (Oceania)          | DSQ / DQ                   | Desclassificado (Disqualified)            |   |                                      |
| Recorde da temporada | Recorde da temporada do atleta (Season best) | Recorde sul-americano | Recorde sul-americano (South America) | NM                         | Sem marca (No mark)                       |   |                                      |